# Hohen Sprenzer See
Der Hohen Sprenzer See liegt zwischen den Städten Schwaan und Laage, etwa 22 Kilometer von Rostock entfernt. Das Gebiet wird durch eine hügelige Grundmoränenlandschaft geprägt. Im Westen des Sees liegt der namensgebende Ort Hohen Sprenz und im Süden der Ort Dudinghausen. Im Norden befindet sich der Dolgener Ortsteil Friedrichshof am Ufer. Der See hat eine Länge von rund 2,8 Kilometern und eine Breite von 1,3 Kilometern bei einer durchschnittlichen Tiefe von sieben Metern. Das Gewässer besteht aus einem großen Zentralbecken mit mehreren kleineren Inseln und zwei markanten langgestreckten Buchten im Nordosten und Südwesten. Der See ist fast komplett von einem Waldgürtel umgeben. Er liegt im Landschaftsschutzgebiet Dolgener und Hohen Sprenzer See. Im Nordosten führt die Autobahn 19 am Seeufer vorbei, zwei Kilometer östlich beginnt das Gelände des Flughafens Rostock-Laage.

## Fischbestand
Folgende Fischarten kommen im Hohen Sprenzer See vor: Aal, Barsch, Hecht, Karpfen, Rotauge, Rotfeder, Zander.